# Platymantis browni
Platymantis browni är en groddjursart som beskrevs av Allison och Kraus 200. Platymantis browni ingår i släktet Platymantis och familjen Ceratobatrachidae. IUCN kategoriserar arten globalt som livskraftig. Inga underarter finns listade i Catalogue of Life.